# 並木富士雄
並木 富士雄（なみき ふじお、1951年6月20日 - ）は、日本の経営者、銀行家。第四銀行頭取を務めた。福島県出身。

## 経歴・人物
1975年に中央大学商学部を卒業し、同年に第四銀行に入行した。2005年に取締役に就任し、2008年に常務、2011年に専務を経て、2012年6月には頭取に昇格し、2021年1月には北越銀行との合併により、発足した第四北越銀行初代頭取に就任。2018年10月から2021年4月までに第四北越フィナンシャルグループ社長を務めた。
2022年11月に旭日中綬章を受章した。